# Marie Tirmont
Pour les articles homonymes, voir Tirmont.
Marie Tirmont est une actrice et musicienne française.
Active dans le doublage, elle est notamment la voix française régulière de Francia Raisa, Emilia Clarke, Dakota Johnson, Hailee Steinfeld, Amelia Rose Blaire et ainsi qu'une des voix de Lupita Nyong'o, Riley Keough, Brie Larson et Anna Popplewell.

## Biographie
Marie Tirmont est la fille du chanteur Dominique Tirmont (1923 - 2002) et la demi-sœur de la comédienne Frédérique Tirmont.

## Théâtre
- 2007 : Le Plongeon
- 2011 : Les Particulières
- 2011 : Sallinger
- 2012 : Andromaque
- 2015 : Un, deux, trois... soleil de Christelle George, mise en scène par Michel Voletti, théâtre Le Ranelagh
- 2019 : Place de Tamara Al Saadi, mise en scène Tamara Al Saadi
- 2023 : Chers Parents d’Emmanuel Patron et Armelle Patron

## Filmographie

### Cinéma

#### Long métrage
- 2008 : Le Missionnaire de Roger Delattre : Sandrine, la cafetière
- 2017 : Daddy Cool de Maxime Govare : la maman de Gaspard

#### Courts métrages
- 2006 : J'T'Attenrais
- 2008 : Douleur Exquise
- 2010 : X-Perience
- 2011 : Hipsters

### Télévision
- 2006 : Préjudices (épisode 82 : Conduite accompagnée) : Delphine Riot
- 2009 : Section de recherches (épisode 32 : Randonnée mortelle) : Laetitia
- 2013 : Julie Lescaut : Mathilde Meunier (saison 22, épisode 1 : Les disparus d'Alain Choquart)

## Doublage

### Cinéma

#### Films
- Dakota Johnson dans (6 films) :
  - Cinq ans de réflexion (2012) : Audrey
  - Anarchy: Ride or Die (2014) : Imogène
  - Strictly Criminal (2015) : Lindsey Cyr
  - Célibataire, mode d'emploi (2016) : Alice
  - Sale temps à l'hôtel El Royale (2018) : Emily Summerspring
  - Cha Cha Real Smooth (2022) : Domino

- Lupita Nyong'o dans (5 films) :
  - Twelve Years a Slave (2013) : Patsey
  - Star Wars, épisode VII : Le Réveil de la Force (2016) : Maz Kanata
  - Star Wars, épisode VIII : Les Derniers Jedi (2017) : Maz Kanata
  - Little Monsters (2019) : Miss Caroline
  - Star Wars, épisode IX : L'Ascension de Skywalker (2019) : Maz Kanata

- Brie Larson[2] dans (5 films) :
  - Room (2015) : Joy « Ma » Newsome
  - Free Fire (2017) : Justine
  - Le Château de verre (2017) : Jeannette Walls
  - Unicorn Store (2017) : Kit
  - Entre deux fougères, le film (2019) : elle-même

- Hannah John-Kamen dans (5 films) :
  - Ready Player One (2018) : F'Nale Zandor
  - Ant-Man et la Guêpe (2018) : Ava Starr / Fantôme
  - SAS: Red Notice (2021) : Dr Sophie Hart
  - Resident Evil : Bienvenue à Raccoon City (2021) : Jill Valentine
  - Thunderbolts* (2025) : Ava Starr / Fantôme

- Odessa A'zion dans (5 films) :
  - Mark, Mary + un tas d'autres gens (en) (2021) : Lana
  - Supercool (en) (2021) : Jaclyn
  - Hellraiser (2022) : Riley
  - Am I OK? (2022) : Sky
  - Nos soirées gâteau-bar (en) (2023) : Corinne

- Anna Popplewell dans (4 films) :
  - Le Monde de Narnia : Le Lion, la Sorcière blanche et l'Armoire magique (2005) : Susan Pevensie
  - Le Monde de Narnia : Le Prince Caspian (2008) : Susan Pevensie
  - Le Monde de Narnia : L'Odyssée du Passeur d'Aurore (2010) : Susan Pevensie
  - La Nonne : La Malédiction de Sainte-Lucie (2023) : Kate

- Hailee Steinfeld dans (4 films) :
  - 3 Days to Kill (2014) : Zoey Runner
  - The Homesman (2014) : Tabitha Hutchinson
  - Secret Agency (2015) : Megan Walsh / Numéro 83
  - The Marvels (2023) : Kate Bishop (caméo)

- Emilia Clarke dans (4 films) :
  - Terminator Genisys (2015) : Sarah Connor
  - Avant toi (2016) : Louisa Clark
  - Voice from the Stone (2017) : Verena
  - Last Christmas (2019) : Kate

- Riley Keough dans (4 films) :
  - It Comes at Night (2017) : Kim
  - Logan Lucky (2017) : Mellie Logan
  - Aucun homme ni dieu (2018) : Medora Solane
  - The Guilty (2021) : Emily Lighton (voix)

- Rita Ora dans :
  - Cinquante Nuances de Grey (2015) : Mia Grey
  - Cinquante Nuances plus sombres (2017) : Mia Grey
  - Cinquante Nuances plus claires (2018) : Mia Grey

- Brianna Hildebrand dans :
  - Deadpool (2016) : Ellie Phimister / Negasonic Teenage Warhead
  - Deadpool 2 (2018) : Ellie Phimister / Negasonic Teenage Warhead
  - Deadpool et Wolverine (2024) : Ellie Phimister / Negasonic Teenage Warhead

- Janina Uhse dans :
  - La Folie des hauteurs (de) (2020) : Nicole Kleber
  - Berlin, Berlin : Pour l'amour de Lola (de) (2020) : Dana
  - À trop jouer (de) (2024) : Pia

- Evan Rachel Wood dans :
  - La Gardienne des secrets (2001) : Emily Lindstrom
  - The Wrestler (2008) : Stephanie

- Analeigh Tipton dans :
  - Damsels in Distress (2011) : Lily
  - Lucy (2014) : Caroline

- Elizabeth Debicki dans : 
  - Pierre Lapin (2018) : Trotsaut (voix)
  - Pierre Lapin 2 : Panique en ville (2021) : Trotsaut (voix)
- 1981[3] : 13 Morts et demi : Toby Badger (Kristen Riter)
- 2004 : Rêves de gloire : Mareike Falken (Marie-Luise Schramm)
- 2004 : Spartan : Laura Newton (Kristen Bell)
- 2006 : Hors jeu : Hayat (Karoline Herfurth)
- 2007 : In the Land of Women : Lucy Hardwicke (Kristen Stewart)
- 2009 : Bright Star : Abigail (Antonia Campbell-Hughes)
- 2011 : Identité secrète : Karen (Lily Collins)
- 2011 : Scream 4 : Casey (Heather Graham)
- 2011 : Blue Crush 2 : Pushy (Elizabeth Mathis (en))
- 2012 : Robot and Frank : Madison (Liv Tyler)
- 2012 : To Write Love on Her Arms (en) : Renee Yohe (Kat Dennings)
- 2013 : World War Z : Segan (Daniella Kertesz)
- 2013 : Old Boy : Mia (Elwy Yost)
- 2014 : Une virée en enfer 3 : Jewel McCaul (Kirsten Prout)
- 2014 : Stretch : Candace (Brooklyn Decker)
- 2014 : Famille recomposée : Ginger (Jessica Lowe)
- 2014[n 1] : On est jeunes. On est forts. (de) : Jennie (Saskia Rosendahl)
- 2014 : Still Alice : ? (?)
- 2015 : Monsterville : Le Couloir des horreurs : Lilith (Katherine McNamara)
- 2015 : The Invitation : Sadie (Lindsay Burdge)
- 2015 : Ana Maria in Novela Land : Ana Maria / Ariana Tomosa (Edy Ganem)
- 2015 : The Finest Hours : Miriam (Holliday Grainger)
- 2015 : Mad Max: Fury Road : Toast (Zoë Kravitz)
- 2015 : Le Dernier Chasseur de sorcières : Miranda (Aimee Carrero)
- 2015 : Divergente 2 : L'Insurrection : Lynn (Rosa Salazar)
- 2015 : Curve : Katie Goldman (Madalyn Horcher)
- 2016 : Triple 9 : Michelle Allen (Teresa Palmer)
- 2016 : The Darkness : Stephanie Taylor (Lucy Fry)
- 2016 : Loving : Mildred Loving (Ruth Negga)
- 2016 : Precious Cargo : Logan (Jenna B. Kelly)
- 2016 : Miss Sloane : Clara Thomson (Meghann Fahy)
- 2016 : XOXO : Carpe Diem : Shannie (Hayley Kiyoko)
- 2016 : Holidays : Kate (Sophie Traub)
- 2016 : Love and Friendship : Catherine Vernon (Emma Greenwell)
- 2016 : Le Rituel du 9e jour (en) : le sergent Dana Tulloch (Joanne Crawford)
- 2017 : The Warriors Gate : Suelin (Ni Ni)
- 2017 : Valérian et la Cité des mille planètes : Bubble (Rihanna)
- 2017 : Detroit : Julie Ann (Hannah Murray)
- 2017 : The Vault : Vee Dillon (Taryn Manning)
- 2017 : Sweet Virginia (en) : Lila Mccabe (Imogen Poots)
- 2018 : L'Avertissement (es) : Lucia (Aura Garrido)
- 2018 : Bad Samaritan : Riley Seabrook (Jacqueline Byers)
- 2018 : The After Party : Jessica (Jamie Choi)
- 2018 : Seule la vie... : Isabel (Laia Costa)
- 2018 : Gun City : Sara (Michelle Jenner)
- 2018 : The Scorpion King: Book of Souls : Tala (Pearl Thusi)
- 2019 : Native Son : Bessie (KiKi Layne)
- 2019 : Une catastrophe n'arrive jamais seule (es) : Bea (Clara Lago)
- 2019 : Ad Astra : Cepheus (Elizabeth Willaman) (voix)
- 2019 : In the Shadow of the Moon : Jeanette (Rachel Keller)
- 2019 : Jay et Bob contre-attaquent… encore : la procureure (Frankie Shaw)
- 2019 : L'Ombre de Staline : Ada Brooks (Vanessa Kirby)
- 2021 : Palmer : Shelly Burgette (Juno Temple)
- 2021 : Last Night in Soho : Jocasta (Synnøve Karlsen)
- 2021 : The Voyeurs : Pippa (Sydney Sweeney)
- 2021 : Seance : Camille Meadows (Suki Waterhouse)
- 2021 : La Protégée : Seema (Taj Atwal (en))
- 2021 : Nous étions des chansons : Jimena (Elisabet Casanovas)
- 2022 : Love & Gelato (en) : Francesca (Valentina Lodovini)
- 2022 : Zwischen uns : Eva (Liv Lisa Fries)
- 2022 : La Faute au karma ? : Sara (Aislinn Derbez (es))
- 2022 : Si tu me venges… : Erica (Sophie Turner)
- 2022 : Rainbow (es) : Lilith (Cuentos Rosales)
- 2022 : Base secrète : Virginia (Levy Tran)
- 2022 : Le Dirigeant (es) : Sabrina (Marina Bellati (es))
- 2023 : Toi chez moi et vice-versa : Scarlet (Rachel Bloom)
- 2023 : Tin & Tina : Lola (Milena Smit)
- 2023 : Gangsters par alliance : Phoebe King (Lauren Lapkus)
- 2023 : Flora and Son (en) : Flora (Eve Hewson)
- 2023 : Fingernails (en) : Natasha (Annie Murphy)
- 2023 : Believer 2 (en) : So-cheon [Qui ?]
- 2023 : Dans leur ombre : Neve / Cheryl (Ashley Madekwe)
- 2025 : Mr. Wolff 2 : Anaïs (Daniella Pineda)

#### Film d'animation
- 2014 : Souvenirs de Marnie : voix additionnelles[4]
- 2016 : Angry Birds, le film : Stella
- 2018 : Flavors of Youth : Yilin
- 2020 : Les Trolls 2 : Tournée mondiale : la reine Barb

### Télévision

#### Téléfilms
- Francia Raisa dans :
  - Duo de glace, duo de feu (2010) : Alexandra « Alex » Delgado
  - Le Noël rêvé de Megan (2013) : Penny
  - Christmas Bounty (it) (2013) : Tory Bell
  - Un taxi inquiétant (2016) : Gretchen

- Ali Liebert dans :
  - Mariée avant le printemps (2014) : Stephanie Kirkwood
  - La Trêve de Noël (2015) : Alina
  - Amour et quiproquos (2016) : Debbie

- Lorynn York dans :
  - Le scandale des baby-sitters (2015) : Janet
  - Vidéos sexy, lycéennes en danger (2017) : Carolyn
  - Dangereuse attirance (2018) : Kristen

- Marie-Luise Schramm dans :
  - Rêve de gloire (2004) : Mareike Falken
  - Au bout du conte (2007) : Lucie

- 2003 : Leben wäre schön : Miriam Grüneberg (Amelie Kiefer)
- 2004 : Le Saut périlleux : Heidi (Abbie Cornish)
- 2008 : Discworld : Liessa (Karen David)
- 2010 : La 19e épouse : Five (Alexia Fast)
- 2010 : Une lueur d'espoir : Tammy (Elizabeth Sarah McLaughlin (en))
- 2010 : Prise au piège : Taylin (Kirsten Prout)
- 2011 : Une coupable idéale : Jordan (Brea Grant)
- 2011 : Le Bleu du ciel : Marga Baumanis jeune (Karoline Herfurth)
- 2011 : De grandes espérances : Estella (Vanessa Kirby)
- 2012 : 193 coups de folie : Susan Wright (Sara Paxton)
- 2012 : Une faute impardonnable : Jennifer (Maiara Walsh)
- 2012 : Pour l'honneur de ma fille : Dina Van Cleve (Jenn Proske)
- 2012 : La Revanche du commissaire : Nele (Isabel Bongard (de))
- 2012 : Une star pour Noël : Cassie (Briana Evigan)
- 2013 : Dans l'enfer de la polygamie : Julina (Haley Lu Richardson)
- 2014 : Au cœur de la tempête : Julia (Ali Mueller)
- 2014 : La Dernière Prétendante : Samantha (Michele Nordin)
- 2014 : Mon inquiétante colocataire : Nora Clark (Lucy Griffiths)
- 2015 : Descente en eaux troubles : Cassie (Leah Bateman)
- 2015 : Jesse Stone: Lost in Paradise : Amelia « Charlotte » Hope (Amelia Rose Blaire)
- 2015 : Une rentrée qui tourne mal : Carly (Melissa Roxburgh)
- 2016 : Les Secrets d'une mère : Denise (Sarah Grey)
- 2017 : La Reine de la déco : Olivia Wilson (Ambyr Childers)
- 2017 : La Vie rêvée de Gwen : Gwen Turner (Jessy Schram)
- 2017 : Un Noël pour se retrouver : Jeannette (Bea Santos)
- 2017 : Liaison dangereuse avec mon étudiante : Kyla (Lucy Loken)
- 2018 : Le Mal par le mal : Sarah Harris (Gillian Zinser)
- 2019 : Lycéenne parfaite pour crime parfait : Nina Miller (Morgan Taylor Campbell)
- 2019 : Quand ma fille dérape... : Andréa (Juliana Destefano)
- 2021 : Meilleures amies pour la vie… : Brianna McMillan (Harlan Drum)
- 2023 : La Vengeance d'une maîtresse : Skye Laurence (Jessie Vaughn)

#### Séries télévisées
- Francia Raisa dans (6 séries) :
  - US Marshals : Protection de témoins (2009) : Olivia Morales / Olivia Moreno (saison 2, épisode 11)
  - La Vie secrète d'une ado ordinaire (2008-2013) : Adriana Lee (121 épisodes)
  - Les Experts (2012) : Erin Vickler (saison 12, épisode 17)
  - The Mindy Project (2013) : Katie (saison 1, épisode 23)
  - Rosewood (2017) : Lena Price (saison 2, épisode 11)
  - How I Met Your Father (2022-2023) : Valentina (30 épisodes)

- Genevieve Angelson (en) dans (6 séries) :
  - The Good Wife (2013) : Tara Bach (saison 5, épisode 3)
  - Backstrom (2015) : le sergent Nicole Gravely (13 épisodes)
  - Good Girls Revolt (2015-2016) : Patricia « Patti » Robinson (10 épisodes)
  - Instinct (2018) : Katie (saison 1, épisode 3)
  - DC Titans (2019) : Dr Eve Watson (saison 2, épisodes 6 et 7)
  - New Amsterdam (2022) : Dr Mia Castries (saison 4)

- Ashley Madekwe dans (5 séries) :
  - Journal intime d'une call girl (2008-2010) : Bambi (14 épisodes)
  - Revenge (2011-2015) : Ashley Davenport (46 épisodes)
  - Salem (2014-2017) : Tituba (36 épisodes)
  - Tell Me a Story (2018-2019) : Simone Garland (10 épisodes)
  - Tell Me Your Secrets (2021) : Lisa Guillory (5 épisodes)

- Amelia Rose Blaire dans (5 séries) :
  - True Blood (2013-2014) : Willa Burrell (19 épisodes)
  - New York, unité spéciale (2013) : Nicole Price (saison 15, épisode 5)
  - Mentalist (2014) : Bibby Fortensky (saison 7, épisode 4)
  - Grey's Anatomy (2015) : Hillary List (saison 11, épisode 12)
  - Esprits criminels (2016) : Violet (saison 11, épisode 14)

- Tracy Spiridakos dans :
  - Being Human (2012) : Brynn McLean (saison 2)
  - Bates Motel (2015) : Annika Johnson (saison 3)
  - MacGyver (2016-2017) : Nikki Carpenter (saison 1)

- Ambyr Childers dans :
  - Ray Donovan (2013-2016) : Ashley Rucker (9 épisodes)
  - Aquarius (2015-2016) : Sadie (21 épisodes)
  - Esprits criminels : Unité sans frontières (2016) : Natalie Knox (saison 1, épisode 11)

- Hannah John-Kamen dans :
  - Meurtres au paradis (2014) : Yasmin Blake (saison 3, épisode 6)
  - Killjoys (2015-2019) : Dutch/Yalena Yardeen (50 épisodes)
  - Intimidation (2020) : l'étrangère (mini-série)

- Hannah Arterton dans :
  - The Five (2016) : Ally Caine (10 épisodes)
  - Safe (2018) : l'inspecteur Emma Castle (8 épisodes)
  - Périphériques, les mondes de Flynne (2022) : Dee Dee (5 épisodes)

- Josephine Park dans :
  - The Team (2018) : Helle Nielsen (saison 2)
  - Baby Fever (2022) : Nana (6 épisodes)
  - The Nurse (2023) : Christina Aistrup Hansen (mini-série)

- Kelly McCormack dans :
  - Ginny et Georgia (2021) : Maddie (saison 1, épisodes 5 et 6)
  - Une équipe hors du commun (2022) : Jess McCready (8 épisodes)
  - George and Tammy (2022-2023) : Sheila Richey (mini-série)

- Jessy Schram dans :
  - Jane Doe : Miss Détective (2005-2008) : Susan Davis (9 épisodes)
  - Dr House (2007) : Leah (saison 3, épisode 13)

- Helena Mattsson dans :
  - 666 Park Avenue (2012-2013) : Alexis Blume (13 épisodes)
  - Mistresses (2014) : Greta Jager (saison 2)

- Penelope Mitchell dans :
  - Hemlock Grove (2013) : Letha Godfrey (saison 1)
  - Vampire Diaries (2014-2015) : Olivia « Liv » Parker (20 épisodes)

- Samantha Logan dans :
  - Teen Wolf (2014) : Violet (saison 4)
  - The Fosters (2014-2015[5]) : Tia Stephens (7 épisodes)

- Brooklyn Decker dans :
  - Friends with Better Lives (2014) : Jules Talley (13 épisodes)
  - Grace et Frankie (2015-2022) : Mallory Hanson (94 épisodes)

- Leanne Lapp dans :
  - iZombie (2015-2016) : Gilda / Rita (13 épisodes)
  - Supernatural (2018) : Margaret Astor (saison 13, épisode 15)

- Riann Steele dans :
  - Crazyhead (2016) : Suzanne (mini-série)
  - NCIS : Nouvelle-Orléans (2018) : Sydney Halliday (saison 4)

- Geraldine Hakewill dans :
  - Wanted (2016-2018) : Chelsea Babbage (18 épisodes)
  - Wakefield (2021) : Dr Kareena Wells (mini-série)

- Natalie Martinez dans :
  - APB : Alerte d'urgence (2017) : l'inspecteur Teresa Murphy (12 épisodes)
  - The I-Land (2019) : Chase (mini-série)

- Leem Lubany (en) dans :
  - Condor (2018-2020) : Gabrielle Joubert (11 épisodes)
  - The Old Man (2022-2024) : Belour Daadfar / Abbey Chase, jeune (7 épisodes)

- Jessica De Gouw dans :
  - The Secrets She Keeps (en) (2020-2022) : Meghan Shaughnessy (12 épisodes)
  - Les Survivants (2025) : Olivia (mini-série)

- Michelle Jenner dans :
  - La Cuisinière de Castamar (2021) : Clara Belmonte (12 épisodes)
  - Berlin (depuis 2023) : Keila

- Daisy Head (en) dans :
  - Shadow and Bone : La Saga Grisha (2021-2023) : Genya Safin (12 épisodes)
  - Sandman (2022) : Judy Talbot (saison 1, épisode 5)

- Cara Delevingne dans :
  - Only Murders in the Building (2022) : Alice Banks (saison 2)
  - American Horror Story (2023) : Ivy Ehrenreich (saison 12)

- Les Experts : Carly Green (Johanna Braddy), Paula Bingham (Brianna Brown), Mary Wade (Emma Fitzpatrick (de)), Angela Ward, Tangerine (Katherine McNamara) et Tiffany Bamford (Heather Sossaman (de))
- 2011 : Inspecteur Lewis : Karen Wilde (Nichola Burley) (saison 5, épisode 3)
- 2011-2019 : Game of Thrones : Daenerys Targaryen (Emilia Clarke) (62 épisodes)
- 2012 : The Secret Circle : Eva (Alexia Fast) (épisodes 15 à 17)
- 2013 : NCIS : Los Angeles : l'agent spécial Claire Keats (Gillian Alexy (en)) (saison 4, épisodes 18 et 19)
- 2013 : Bunheads : Lori (Sydney Bennett) (épisode 14)
- 2013 : Hawaii 5-0 : Linda Davies (Christie Burson) (saison 4, épisode 7)
- Falling Skies : Lourdes (Seychelle Gabriel)
- Flashpoint : Cheryl (Carolyn Goff)
- NCIS : Los Angeles : Mia Jameson (Brea Grant)
- Mentalist : Sandra Guzman (Marisa Guterman (en))
- Grey's Anatomy : Sasha (Heather Hemmens)
- The Listener : Bridget Connoly (Gina Holden)
- Hawaii 5-0 : Samantha Grover (Paige Hurd)
- Entourage : Brooke (Jana Kramer)
- Unforgettable : Celine Emminger (Makenzie Leigh)
- The White Queen : Anne Neville (Faye Marsay)
- Blacklist : Brook (Colby Minifie)
- Reign : Le Destin d'une reine : Lola (Anna Popplewell)
- The Crazy Ones : Kelsi Lasker (Ashley Tisdale)
- Les Frères Scott : Molly (Hailey Wist)
- Médium : Claire Chase (Jennifer Lawrence)
- Deuxième Chance : Jessie Sammler (Evan Rachel Wood)
- The Originals : Abigail (Alexa Yeames)
- 90210 Beverly Hills : Nouvelle Génération : Ivy Sullivan (Gillian Zinser)
- The Royals : Gemma Kensington (Sophie Colquhoun (en))
- Under the Dome : Lily Walters (Gia Mantegna)
- The Crown : Margaret du Royaume-Uni (Vanessa Kirby)
- Les Experts : Cyber : Raven Ramirez (Hayley Kiyoko)
- L'Arme fatale : Kristi James (Dasha Flynn)
- Six : Dharma Caulder (Lindsley Register (en))
- Salvation : Jillian Hayes (Jacqueline Byers)
- Riverdale : Margaret Howard [Qui ?]
- Inhumans : Crystal (Isabelle Cornish)
- Knightfall : Isabella (Sabrina Bartlett)
- Collateral : Laurie Stone (Hayley Squires)
- Vida : Lyn Hernandez (Melissa Barrera)
- The Innocents : Kam (Abigail Hardingham (en))
- Sick Note : Linda Zerafa (Marama Corlett)
- Room 104 : Jess (Natalie Morales)
- 2015 : Luther : Emma Lane (Rose Leslie)
- 2015 : Les Otages du désert (es) : Isabel Santana (Blanca Suárez)
- 2017 : L'Exorciste : Verity (Brianna Hildebrand) (saison 2)
- 2018 : 1983 : Ofeïa « Effy » Ibrom (Michalina Olszańska)
- 2018 : Once Upon a Time : Isla (Emily Tennant) (saison 7, épisode 19)
- 2018 : Si je ne t'avais pas rencontrée : Clara (Paula Malia)
- 2018-2019 : Berlin Station : Sofia Vesik (Katarina Čas)
- 2019 : What/If : Cassidy Barrett (Daniella Pineda)
- 2019 : Dark Crystal : Le Temps de la résistance : Mira (Alicia Vikander) (voix)
- 2019 : The Twilight Zone : La Quatrième Dimension : Rena Wassan (Amara Karan)
- 2019 : The Good Fight : Marissa Gold (Sarah Steele)
- 2019 : The OA : Fola (Zendaya) (saison 2)
- 2019-2020 : Vikings : Ingrid (Lucy Martin) (saison 6)
- 2019-2020 : Trinkets : Moe Truax (Kiana Madeira)
- 2019-2023 : La Fabuleuse Madame Maisel : Mei (Stephanie Hsu) (14 épisodes)
- depuis 2019 : Godfather of Harlem : Stella Gigante (Lucy Fry)
- 2020 : Quand revient le calme : Louise Petersen (Filippa Suenson (da))
- 2020-2022 : Warrior Nun : Ava Silva (Alba Baptista)
- depuis 2020 : Blood and Water : Wendy Dlamini (Natasha Thahane (en))
- 2021 : Hawkeye : Kate Bishop (Hailee Steinfeld) (mini-série)
- 2021 : The One : Megan Chapman (Pallavi Sharda) (7 épisodes)
- 2021 : Mare of Easttown : Brianna (Mackenzie Lansing (en)) (mini-série)
- 2021 : Post mortem : Personne ne meurt à Skarnes (en) : Live Hallangen (Kathrine Thorborg Johansen (no))
- 2021 : Les Enquêtes de Vera : Ayisha Nassar (Ayten Manyera) (saison 11, épisode 2)
- 2022 : The Terminal List : Katie Buranek (Constance Wu)
- 2022 : Mes parrains sont magiques : Encore + magiques : Vicky (Mary Kate Wiles)
- 2022 : Dahmer - Monstres : L'Histoire de Jeffrey Dahmer : Joyce Dahmer jeune (Savannah Brown) (mini-série)
- 2022 : Willow : Lili (Rosabell Laurenti Sellers)
- 2022 : Machos alfa : ? (?)
- 2022 : The Righteous Gemstones : Lindy Lissons (Jessica Lowe)
- 2022 : See : l'ambassadrice Trovere (Trieste Kelly Dunn) (saison 3)
- 2022 : The White Lotus : Daphne Sullivan (Meghann Fahy) (saison 2)
- 2022 : The Gilded Age : Caroline « Carrie » Astor (Amy Forsyth)
- 2022 : Intimidad : Begoña Uribe (Patricia López Arnaiz)
- 2022-2023 : Surviving Summer : Abbie Gibson (Adrienne Pickering) (17 épisodes)
- 2022-2024 : Outer Range : Autumn Rivers (Imogen Poots) (14 épisodes)
- depuis 2022 : Le Chemin de l'olivier : Leyla (Seda Bakan (tr))
- 2023 : La Petite Fille sous la neige : Ana Núñez (Loreto Mauleón (es)) (mini-série)
- 2023 : Swarm : Hailey (Paris Jackson) (saison 1, épisode 2)
- 2023 : Bad Behaviour (en) : Miss Lacey (Tuuli Narkle) (mini-série)
- 2023 : Deadloch : ? (?)
- 2023 : Black Mirror : Annie Murphy (Annie Murphy) (saison 6, épisode 1)
- 2023 : Celebrity (en) : Yoon Si-hyeon (Lee Chung-ah (en))
- 2023 : Bodies : Charlotte Hillinghead (Amy Manson) (mini-série)
- 2023 : Une lueur d'espoir : Miep Gies (Bel Powley) (mini-série)
- 2023 : Tout le monde aime les diamants : Sandra (Carlotta Antonelli (it))
- 2023 : Monarch: Legacy of Monsters : Dr Barnes (Jess Salgueiro (en))
- 2024 : Sexy Beast (en) : Ann Marie Dove (Clea Martin)
- 2024 : AlRawabi School for Girls : Hiba (Kira Yaghnam) (saison 2)
- 2024 : Eric : Raya (Alexis Molnar) (mini-série)
- 2024 : Under the Bridge : Rebecca Godfrey (en) (Riley Keough)
- 2024 : L'Amour trompé : Giulia (Dharma Mangia Woods (it))
- 2025 : Meurtres à Åre (sv) : Hanna Ahlander (Carla Sehn (sv))
- 2025 : Le Crime à la Racine : Stina (Julia Sporre (sv)) (mini-série)
- 2025 : Too Much : Rita Ora (Rita Ora)

#### Séries d'animation
- 2013 : Dofus : Aux trésors de Kerubim : Nelissa (création de voix)
- 2016 : South Park : la princesse Kenny (épisode Le Trône de Fion)
- 2016 : Pokémon Générations : Sara
- 2016 : Lego Star Wars : L'aube de la Résistance : Maz Kanata
- 2016-2017 : Star Wars : Les Aventures des Freemaker : Maz Kanata
- 2017-2018 : Star Wars : Forces du destin : Maz Kanata
- 2017-2020 : Raiponce, la série : Cassandra
- 2018 : LEGO Star Wars: All Stars : Maz Kanata
- 2019-2021 : Les Mômes de l'apocalypse (en) : June Del Toro
- 2019-2022 : Undone : Becca[n 2]
- 2022 : Angry Birds : Un été déjanté (en) : Stella
- 2022 : Kakegurui Twin : Midari Ikishima
- depuis 2022 : Cool Attitude, encore plus cool : Zoé Howzer
- 2023 : Digman! (en) : voix additionnelles
- 2024 : Rêves Productions (en) : Dégoût (mini-série)
- 2024 : Star Wars : Les Aventures des petits Jedi : Maz Kanata

### Jeux vidéo
- 2016 : Lego Star Wars : Le Réveil de la Force : Maz Kanata
- 2017 : Star Wars Battlefront II : Maz Kanata
- 2017 : Prey: Mooncrash : voix additionnelles
- 2018 : Hearthstone : Tess Grisetête
- 2018 : Just Cause 4 : Mira
- 2019 : Metro Exodus : Katia
- 2019 : Final Fantasy XV : épisode Ardyn : voix additionnelles
- 2019 : Days Gone : Jezzy
- 2019 : Rage 2 : voix additionnelles
- 2019 : Tom Clancy's Ghost Recon Breakpoint : une résistante
- 2020 : Fuser : voix additionnelles
- 2021 : The Elder Scrolls Online: Blackwood : Annyce Favraud, voix additionnelles
- 2021 : Deathloop : des éternalistes
- 2021 : Far Cry 6 : voix additionnelles
- 2022 : Gotham Knights : Helena Bertinelli
- 2023 : Final Fantasy XVI : Marielle et voix additionnelles
- 2023 : Starfield : Dr Judith Tatienne et voix additionnelles
- 2024 : Banishers: Ghosts of New Eden :  Esther Davenport et Marcy Batcheler

## Voix off

### Publicités
- Nikon
- Cacharel Summer
- Equidia
- Super Sticky Post-It
- Sofinco
- Neutrogena Visibly Clear
- Solidays

### Émissions
- Les Colocs (NRJ 12)

Radio
- MGME Mutuelles

Internet
- INPES contre le tabac (film d'animation)

Livre audio
- La Petite Sirène - Gallimard Jeunesse

## Musiques
- 2002-2005 : membre du groupe Vox Peplum Delirium (Ska-punk) : divers concerts à Nantes
- 2004-2005 : duo Plume et Plomb (chanson acoustique - guitare/voix) : divers concerts à Nantes
- 2007 : chanson pour la pièce Le Plongeon théâtre